# Târnava (okręg Teleorman)
Târnava – wieś w Rumunii, w okręgu Teleorman, w gminie Botoroaga. W 2011 roku liczyła 1449 mieszkańców.